# Rudolf Strommer
Rudolf Strommer (* 10. Juni 1958) ist ein österreichischer Politiker (ÖVP) und Maschinenbauer. Er war von 1999 bis 2020 Abgeordneter zum Burgenländischen Landtag und ab 2005 Klubobmann des ÖVP-Landtagsklubs.

## Ausbildung und Beruf
Rudolf Strommer besuchte nach der Volksschule Wallern zwei Jahre die Hauptschule in Pamhagen und wechselte danach für zwei Jahre an das Bundesrealgymnasium Neusiedl am See. Im Anschluss absolvierte Strommer die HTL für Maschinenbau in Eisenstadt. 1977 legte er die Matura an der HTL Eisenstadt ab und studierte vier Semester Betriebs- und Wirtschaftsinformatik an der TU Wien. Strommer leistete seinen Präsenzdienst als Einjährig-Freiwilliger in Kaisersteinbruch und blieb bis 1984 Offizier auf Zeit am Truppenübungsplatz Bruckneudorf. Strommer ist derzeit Milizoffizier im Dienstgrad eines Hauptmanns.

## Politik
Rudolf Strommer war ab 1987 Gemeinderat in Illmitz und ab 1992 bis 2006 im Gemeindevorstand. Zwischen 1993 und 2000 war er Vorstandsmitglied des WLV Nördliches Burgenland. Strommer ist Obmannstellvertreter im Tourismusverband Illmitz und war ab 2004 ÖAAB-Bezirksobmann Neusiedl am See.
Rudolf Strommer war ab 1999 Abgeordneter zum Burgenländischen Landtag und wurde am 19. Mai 2005 zum Klubobmann gewählt. Strommer war in der XIX. und ist in der XX. Gesetzgebungsperiode Mitglied im Hauptausschuss (Obmann-Stellvertreter), im Agrarausschuss, im EU Ausschuss, im Finanz-, Budget- und Haushaltsausschuss (Obmann) sowie in den Ausschüssen für Petitionen, Recht bzw. Soziales. Strommer war ÖVP-Bereichssprecher für die Themenfelder Tourismus, Sicherheit, Europa, Senioren und Allgemeine Klubangelegenheiten.
Nach der Landtagswahl 2020 schied er aus dem Landtag aus, zu seinem Nachfolger als Zweiter Landtagspräsident wurde Georg Rosner gewählt. Im November 2020 wurde Markus Ulram zu seinem Nachfolger als ÖVP-Bezirksparteiobmann von Neusiedl am See und Gerald Handig zum geschäftsführenden ÖAAB-Bezirksobmann im Bezirk Neusiedl am See gewählt.
Im September 2021 folgte er Kurt Korbatits als Obmann des Seniorenbundes Burgenland nach.

## Privates
Strommer ist seit 1985 verheiratet und hat drei Kinder, die zwischen 1991 und 1995 geboren wurden. Zuhause in Illmitz ist er auch seit den 1970er Jahren bei der örtlichen Feuerwehr.